# Pardosa mira
Pardosa mira är en spindelart som beskrevs av Lodovico di Caporiacco 1941. Pardosa mira ingår i släktet Pardosa och familjen vargspindlar.
Artens utbredningsområde är Etiopien. Inga underarter finns listade i Catalogue of Life.